# 戸倉町
戸倉町（とぐらまち）は、かつて長野県埴科郡にあった町である。
2003年（平成15年）9月1日に、更埴市、更級郡上山田町と合併し、千曲市となったため廃止した。
江戸時代は北国街道の宿場町、大正時代から戸倉上山田温泉などで温泉町として発達し、近年は旧更埴市や、長野市・上田市への通勤の利便性から人口が増加傾向にあった。
本項では町制前の名称である戸倉村（とぐらむら）についても述べる。

## 地理
北信地方の長野地域に位置し、町の中心を千曲川が流れている。
- 河川：千曲川

### 隣接していた自治体
- 更埴市
- 更級郡 上山田町
- 埴科郡 坂城町
- 東筑摩郡 麻績村、坂井村

## 歴史
- 1881年（明治14年）1月28日 - 近世以来の下戸倉村が改称して戸倉村となる。
- 1889年（明治22年）4月1日 - 町村制の施行により、戸倉村が単独で自治体を形成。
- 1940年（昭和15年）4月17日 - 戸倉村が町制施行して戸倉町となる。
- 1955年（昭和30年）4月1日 - 更級郡更級村と合併し、改めて戸倉町が発足。
- 1955年（昭和30年）7月1日 - 五加村の一部（上徳間村・内川・千本柳・小船山）と合併し、改めて戸倉町が発足。
  - 五加村の残部（中）は埴生町に編入。
- 1992年（平成4年）10月2日 - 町立さらしなの里歴史資料館が中村勝己を初代館長として開設。
- 2003年（平成15年）9月1日 - 更埴市・更級郡上山田町と合併して千曲市が発足。同日戸倉町廃止。

### 地名の由来
同地にある鏡台山の山陰に倉科村があり、戸倉はその山陽にあたるので「外倉科」と呼んだ。その後、「科」を取って「外倉」とし、後日「戸倉」と改めた。
他にも鎌倉時代か室町時代かに「土倉」と呼ばれる金融を業とする者の倉があったからとする説もある。

## 経済

### 産業
農業
『大日本篤農家名鑑』によれば、戸倉村の篤農家は「小出熊次郎、岡本藤次郎、瀧澤勝、瀧澤民治、乃木博、永井寅重、柳澤専次郎、宮本十良右衛門、小出九右衛門、宮本兼助、瀧澤延太郎、坂井量之助、高野覚治、中村留三郎、高野育太郎、山崎菊次郎、柳澤立志郎、柳澤喜市、柳澤義美、中村周平、瀧澤菅四郎」などがいた。
商工業
- 坂井たか、宮本又五郎（酒商）[3]
- 大瀧留五郎、宮本嘉助（醤油醸造業）[3]

店
- 松根屋商店（呉服太物商）[3]

## 教育
- 戸倉上山田組合立戸倉上山田中学校
- 戸倉町立五加小学校
- 戸倉町立更級小学校
- 戸倉町立戸倉小学校

## 交通

### 鉄道路線
- しなの鉄道
  - しなの鉄道線：戸倉駅
- 町内をJR篠ノ井線が通っていたが駅はなかった。この地域において最寄りの駅は姨捨駅であった。

### 道路
- 一般国道
  - 国道18号
- 主要地方道
  - 長野県道55号大町麻績インター千曲線
  - 長野県道77号長野上田線
- 一般県道
  - 長野県道338号内川姨捨停車場線
  - 長野県道498号聖高原千曲線